# Piotr Szulczewski
Piotr Szulczewski (ur. 1981 w Warszawie) – polsko-kanadyjski przedsiębiorca, informatyk.

## Życiorys
W wieku 11 lat wraz z rodzicami wyemigrował do Kanady i zamieszkał w Waterloo. Ukończył matematykę i informatykę na Uniwersytecie w Waterloo. Po studiach przeniósł się do San Francisco. Pracował dla Microsoftu, Nvidii i Google.
Po odejściu z Google założył, razem z kolegą ze studiów Dannym Zhangiem, startup Wish – aplikację do robienia tanich zakupów w sieci na podstawie listy życzeń. Zakupem jego firmy, podobno za kwotę 10 mld dolarów, interesował się Amazon, jednak nie doszło do transakcji. Wish był w 2017 czwartym największym sklepem internetowym na świecie.
W 2017 z majątkiem 3,4 mld zł trafił na 7. miejsce listy 100 najbogatszych Polaków tygodnika „Wprost”.